# Pottenstein (Oberfranken)

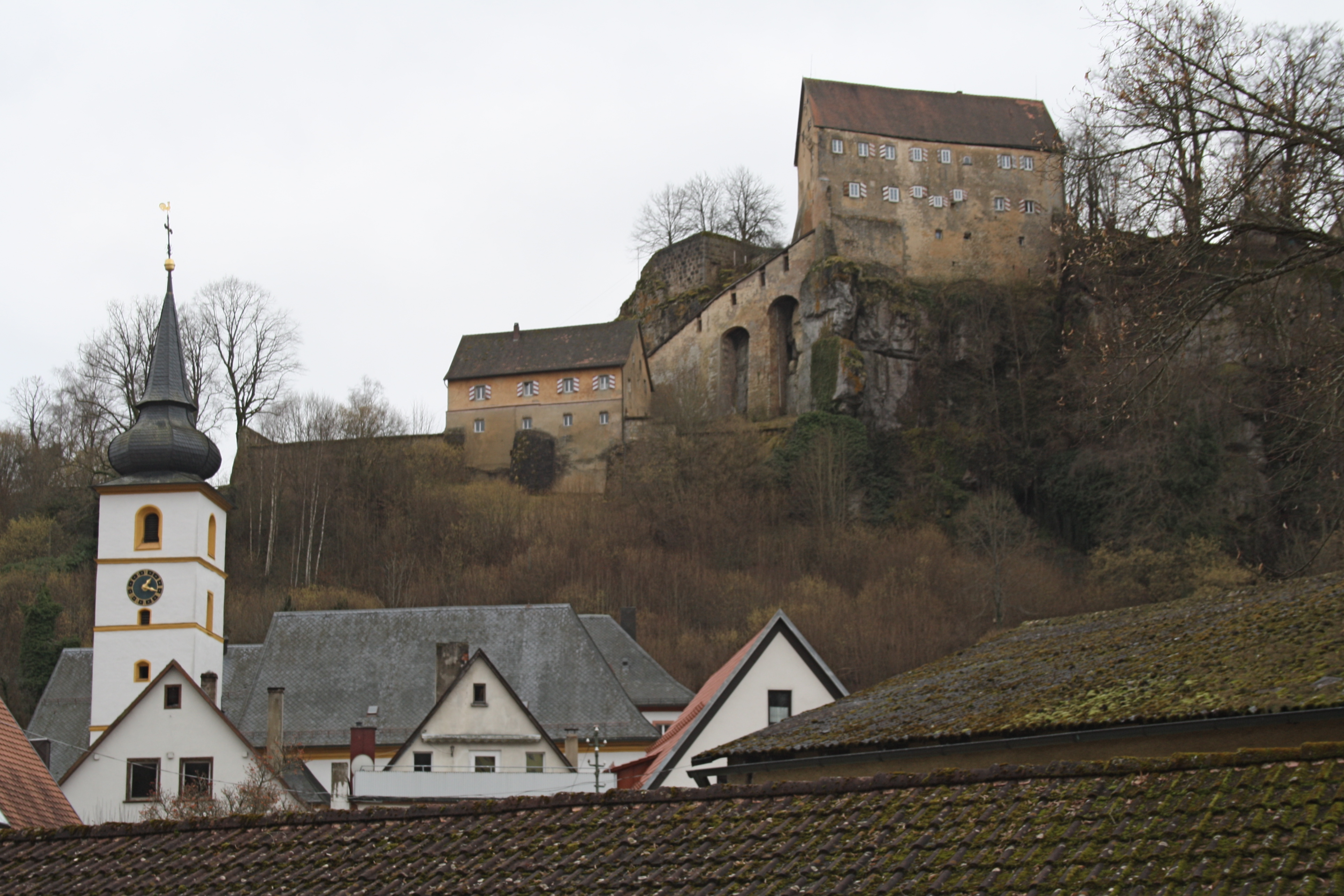
Burg und Kirche Sankt Bartholomäus

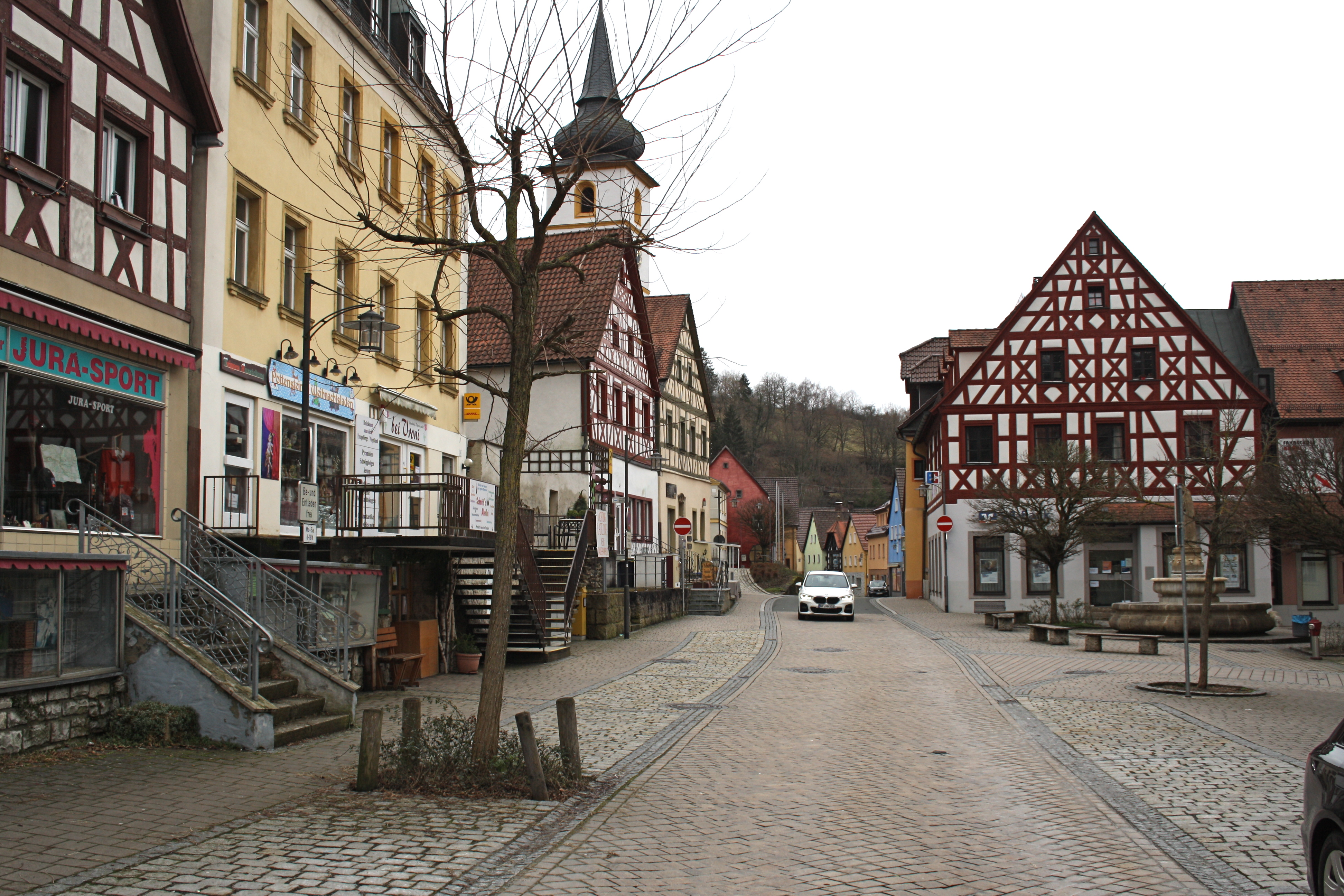
Marktplatz

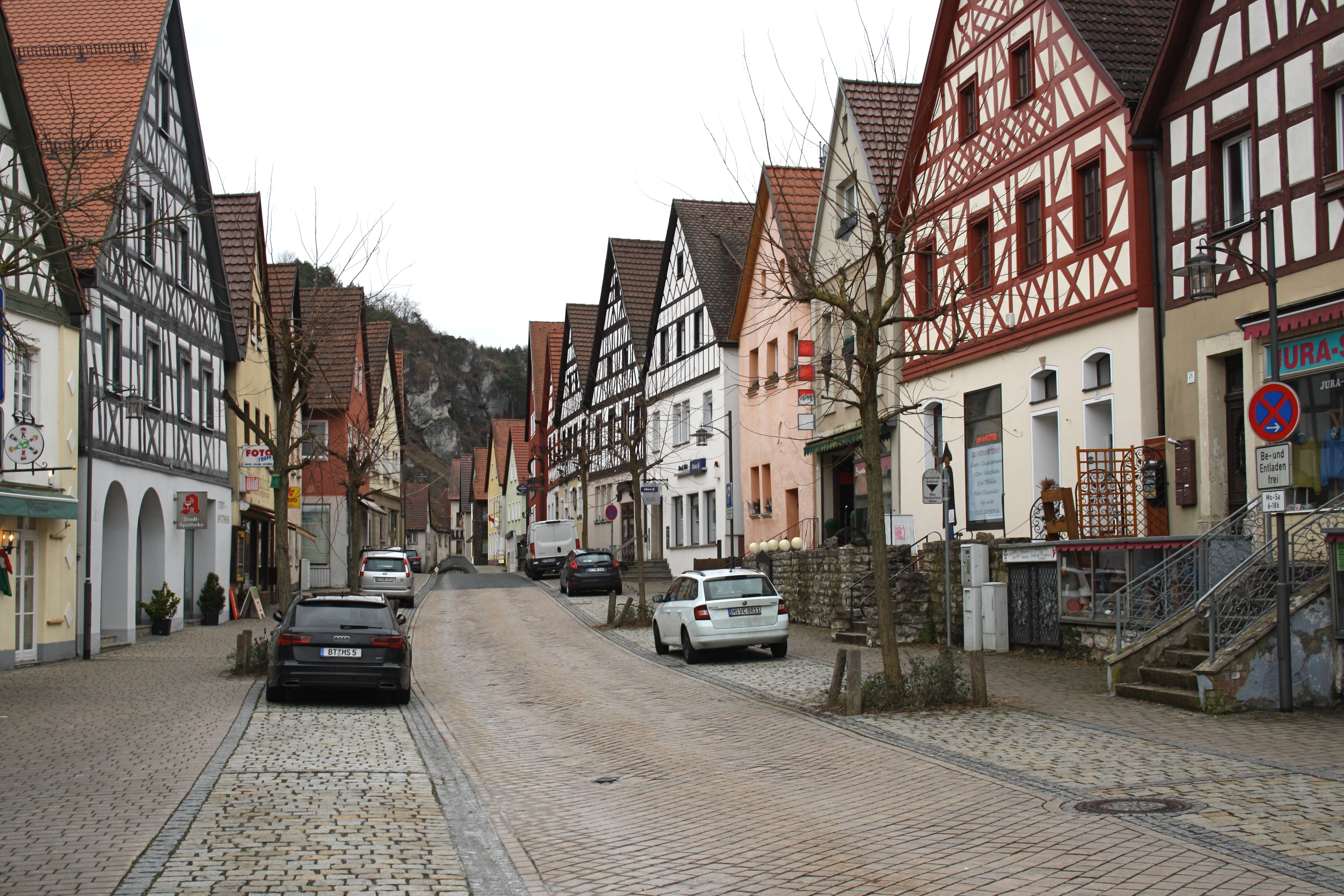
Hauptstraße

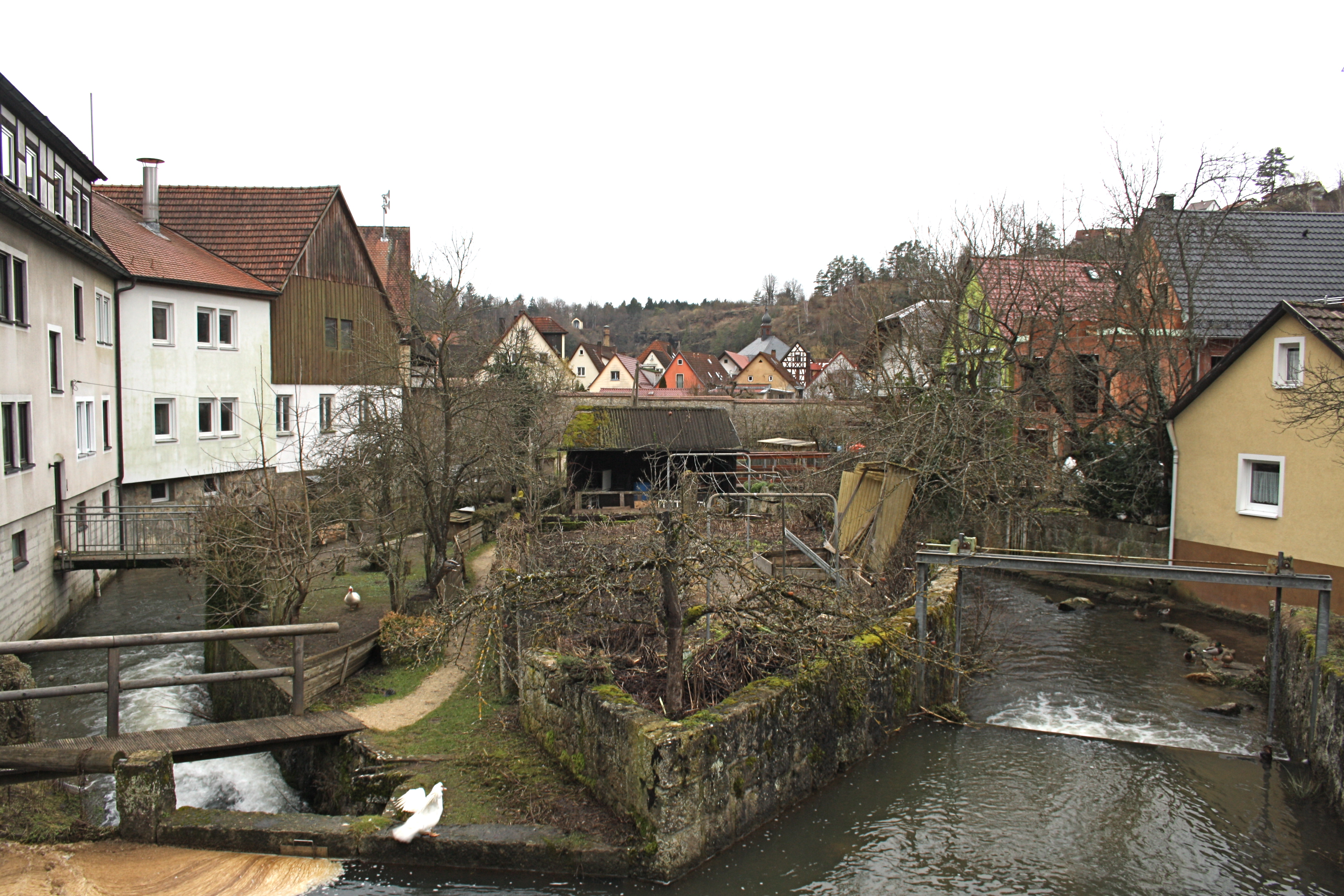
Wehr an der Püttlach

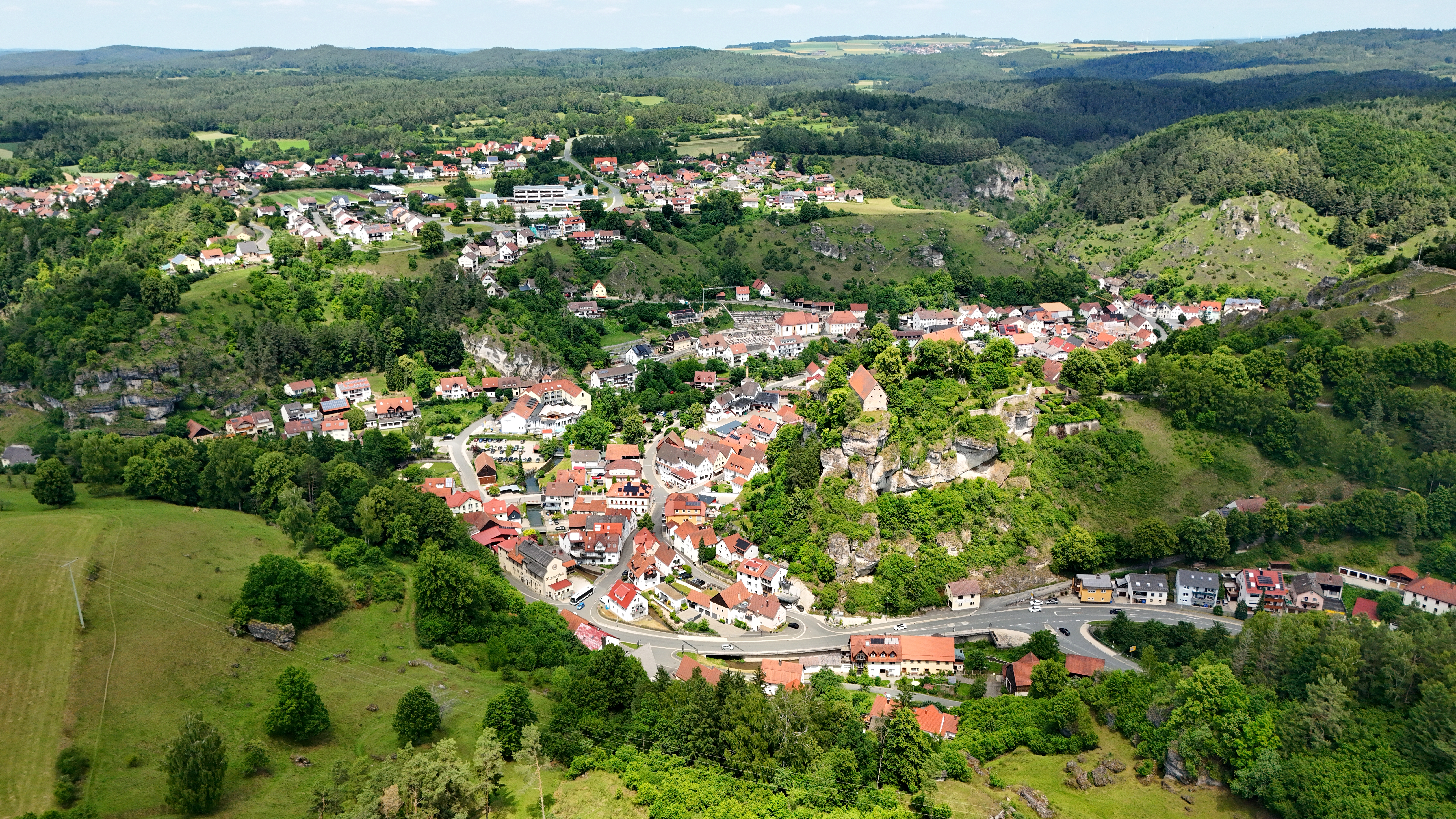
Luftbild aus Richtung Süden (2025)

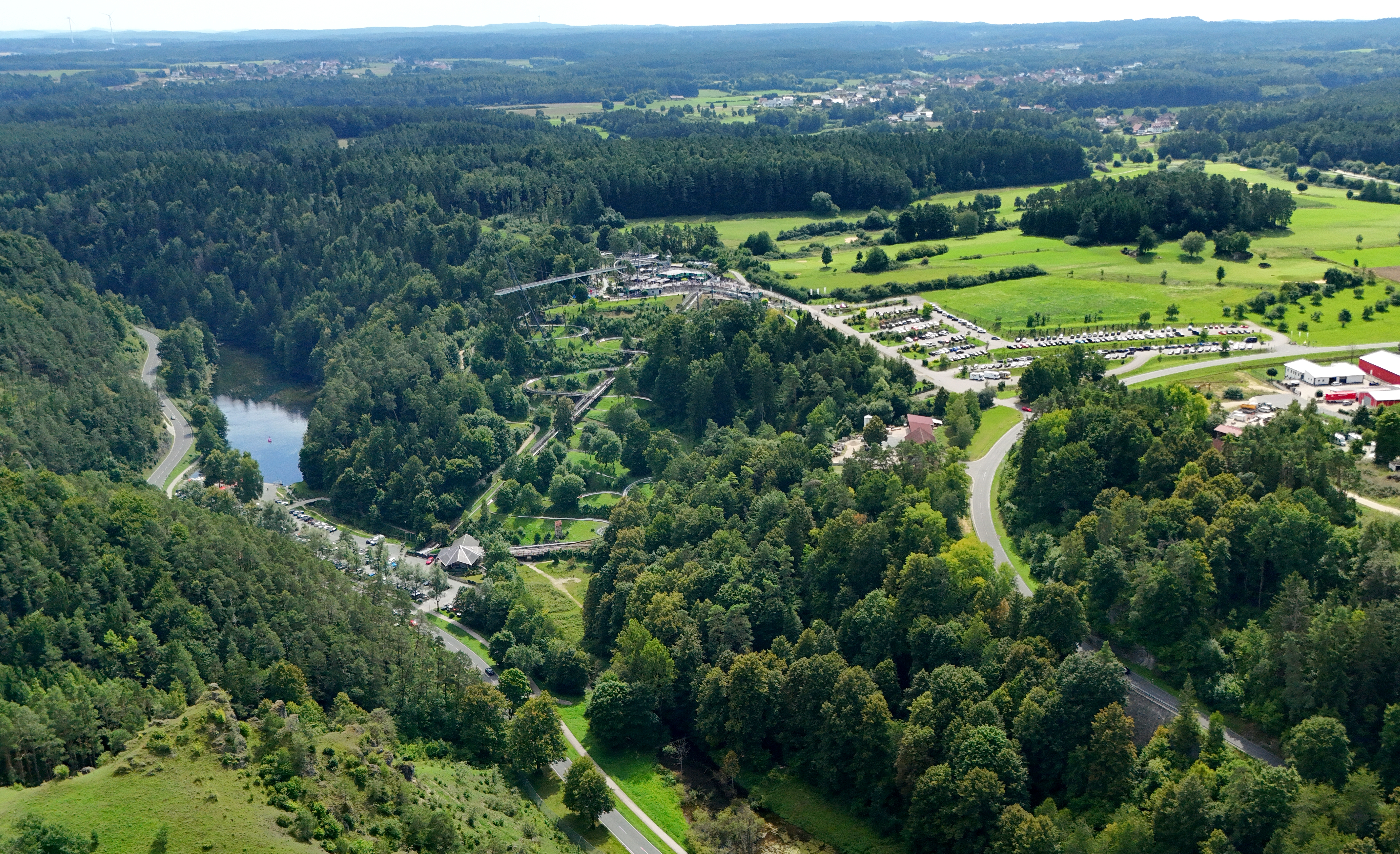
Erlebnisfelsen Pottenstein mit Sommerrodelbahn, Skywalk und Schöngrundsee

Pottenstein ist eine Stadt im Landkreis Bayreuth (Regierungsbezirk Oberfranken). Der Touristenhotspot und staatlich anerkannte Luftkurort liegt in der Fränkischen Schweiz.

## Geografie

### Lage
Pottenstein befindet sich im Naturpark Fränkische Schweiz/Veldensteiner Forst. In der Nähe des Gemeindeteils Hohenmirsberg liegt die Hohenmirsberger Platte (Aussichtsturm auf 614 m Höhe; einer der höchsten Punkte in der Fränkischen Schweiz). Durch den Ortskern fließt die Püttlach, in die der Haselbrunnbach und nahe dem Kurpark der Weihersbach mündet. Das gemeindefreie Gebiet Prüll liegt östlich des Hauptortes und wird komplett vom Gemeindegebiet umschlossen.

### Gemeindegliederung
Es gibt 37 Gemeindeteile (in Klammern ist der Siedlungstyp angegeben):
- Altenhof (Einöde)
- Arnleithen (Weiler)
- Elbersberg (Pfarrdorf)
- Geusmanns (Dorf)
- Graisch (Dorf)
- Haselbrunn (Weiler)
- Haßlach (Dorf)
- Hohenmirsberg (Pfarrdorf)
- Kirchenbirkig (Pfarrdorf)
- Kleinkirchenbirkig (Dorf)
- Kleinlesau (Weiler)
- Kühlenfels (Kirchdorf)
- Leienfels (Weiler)
- Mandlau (Weiler)
- Mittelmühle (Einöde)
- Pottenstein (Hauptort)
- Neu-Geusmanns
- Prüllsbirkig (Dorf)
- Pullendorf (Weiler)
- Püttlach (Dorf)
- Rackersberg (Dorf)
- Regenthal (Dorf)
- Rupprechtshöhe (Weiler)
- Schüttersmühle (Weiler)
- Siegmannsbrunn (Weiler)
- Soranger (Weiler)
- Steifling (Weiler)
- Trägweis (Dorf)
- Tüchersfeld (Kirchdorf)
- Vorderkleebach (Kirchdorf)
- Waidach (Dorf)
- Wannberg (Dorf)
- Weidenhüll bei Elbersberg (Weiler)
- Weidenhüll-Knock (Weiler)
- Weidenhüll bei Leienfels (Dorf)
- Weidenloh (Dorf)
- Weidmannsgesees (Dorf)

Die Klumpermühle ist im 20. Jahrhundert abgegangen.
Es gibt auf dem Gemeindegebiet die Gemarkungen Elbersberg (Gemarkungsteil 1), Haßlach, Hohenmirsberg, Kirchenbirkig, Kühlenfels, Leienfels, Pottenstein, Püttlach, Regenthal, Tüchersfeld, Vorderkleebach und Waidacher Forst (Gemarkungsteil 0). Die Gemarkung Pottenstein hat eine Fläche von 8,435 km². Sie ist in 2018 Flurstücke aufgeteilt, die eine durchschnittliche Flurstücksfläche von 4179,68 m² haben. In ihr liegt neben dem namensgebenden Ort der Gemeindeteil Siegmannsbrunn.

### Nachbargemeinden
Nachbargemeinden sind (von Norden beginnend im Uhrzeigersinn) Hummeltal, Pegnitz, Betzenstein, Obertrubach, Gößweinstein und Ahorntal.

## Geschichte

### Bis zur Gemeindegründung
Die Geschichte Pottensteins lässt sich bis zur ersten urkundlichen Erwähnung im Jahr 918 zurückverfolgen. Die Burg Pottenstein wurde ca. 1060 von Graf Boto von Pottenstein (1028–1104; Aribone) erbaut. 1323 erhielt der Ort Stadtrechte. Die Stadt Pottenstein war Obervogtamt des Hochstifts Bamberg. In Pottenstein befand sich im 16. und 17. Jahrhundert ein Eisenhammer, der vom Wasser der Püttlach betrieben wurde. Heute erinnert noch die Flurbezeichnung Hammermühle an den abgegangenen Eisenhammer.
In der Nacht vom 1. auf den 2. September 1736 brach im Stadtkern ein Feuer aus, das sich rasch zu einem Stadtbrand ausweitete. Alle 65 innerhalb der Stadtmauer gelegenen Häuser, darunter die Stadtpfarrkirche, deren Glocken schmolzen, der Pfarrhof, das Schul- und Kirchnerhaus sowie das Rathaus wurden ein Raub der Flammen. Mit Ausnahme des Bürgerspitals und der Burg existieren im Stadtgebiet daher keine vor 1736 erbauten Gebäude.
Seit dem Reichsdeputationshauptschluss von 1803 gehört der Ort zu Bayern. Im Zuge der Verwaltungsreformen im Königreich Bayern entstand mit dem Gemeindeedikt von 1818 die Gemeinde.

### Zeit des Nationalsozialismus
Am 10. Juli 1942 erließ das SS-Führungshauptamt den Befehl zur Aufstellung eines Karstwehrbataillons, das am 15. November 1942 in SS-Karstwehr-Bataillon umbenannt wurde. SS-Standartenführer Hans Brand, ein promovierter Geologe, war für die Aufstellung und Ausbildung des Bataillons zuständig. Hierzu wurde auf der Bernitz-Hochebene bei Pottenstein das Bataillonslager für 600 Rekruten errichtet. Vom 12. Oktober 1942 bis zum Tag der Befreiung am 16. April 1945 existierte dazu im Ort ein von Brand gefordertes Außenlager des Konzentrationslagers Flossenbürg, in dem 746 Häftlinge Zwangsarbeit für die SS-Karstwehr verrichten mussten. Die Häftlinge wurden im Straßenbau eingesetzt, mussten einen Stausee – den heutigen Schöngrundsee – als Wasserübungsstrecke anlegen sowie die nahe gelegene Teufelshöhle erschließen und zu einer Schauhöhle ausbauen. Zunächst waren sie in einer Jugendherberge in Mariental, ab Frühjahr 1943 in der Scheune des Brauereibesitzers Mager („Mager-Scheune“) in Pottenstein untergebracht. Neun von ihnen verloren in Pottenstein ihr Leben, 37 innerhalb weniger Wochen nach ihrer Rückkehr nach Flossenbürg. Im April 1945 wurde das Lager aufgelöst.
Kein Hinweis erinnert im Ort an dieses Geschehen. Der Zweite Weltkrieg endete für Pottenstein am 16. April 1945 mit der Besetzung durch amerikanische Truppen, nachdem am Tag zuvor die SS-Truppen abgezogen waren. Hans Brand wurde zum Ehrenbürger der Stadt ernannt.

### Displaced Persons
Wie in Bayreuth, Pegnitz und Creußen entstand in Pottenstein eine nicht unbedeutende jüdische Gemeinde von Displaced Persons (DPs). Beim Einmarsch in die Stadt am 16. April 1945 befreiten die Soldaten des 48. US-Panzerbataillons die Häftlinge aus dem örtlichen Konzentrationslager. Einige von ihnen blieben in Pottenstein und wurden in beschlagnahmte Wohnungen einquartiert. Ab Sommer 1945 führte der amerikanische Militärrabbiner Abraham Spiro Juden aus überfüllten Flüchtlingslagern in die Landkreise Pegnitz und Bayreuth. Die Stadt Bayreuth entwickelte sich bald zu einer zentralen Anlaufstelle für aus dem Osten ankommende Juden. Mangels Wohnraum war die dortige jüdische Selbstverwaltung gezwungen, zahlreiche dieser Menschen nach Pegnitz und Pottenstein weiterzuleiten.
Im Juni 1945 lebten bereits 25 jüdische Überlebende des Holocaust in Pottenstein. Durch die organisierte Zuwanderung vergrößerte sich die DP-Gemeinde rasch. Mit Sitz in Pottenstein wurde das erste jüdische Komitee im Landkreis gegründet, und bald entwickelte sich in der Stadt ein abwechslungsreiches jüdisches Leben. Zum kulturellen Leben gehörte der Sportverein Makabi, dessen Fußballer in der Liga Rayon Franken spielten. Juden aus dem gesamten Landkreis zogen am ersten Jahrestag ihrer Befreiung in einem Trauerzug vor die „Mager-Scheune“. Am 11. August 1946 gründeten die Pottensteiner Juden den zionistischen Verein Achida, der die uneingeschränkte Einreise aller Juden nach Erez Israel forderte.
Das Jüdische Komitee Pottenstein lässt sich bis Anfang 1948 nachweisen. Im Sommer 1950 verließen die letzten Juden den Ort.

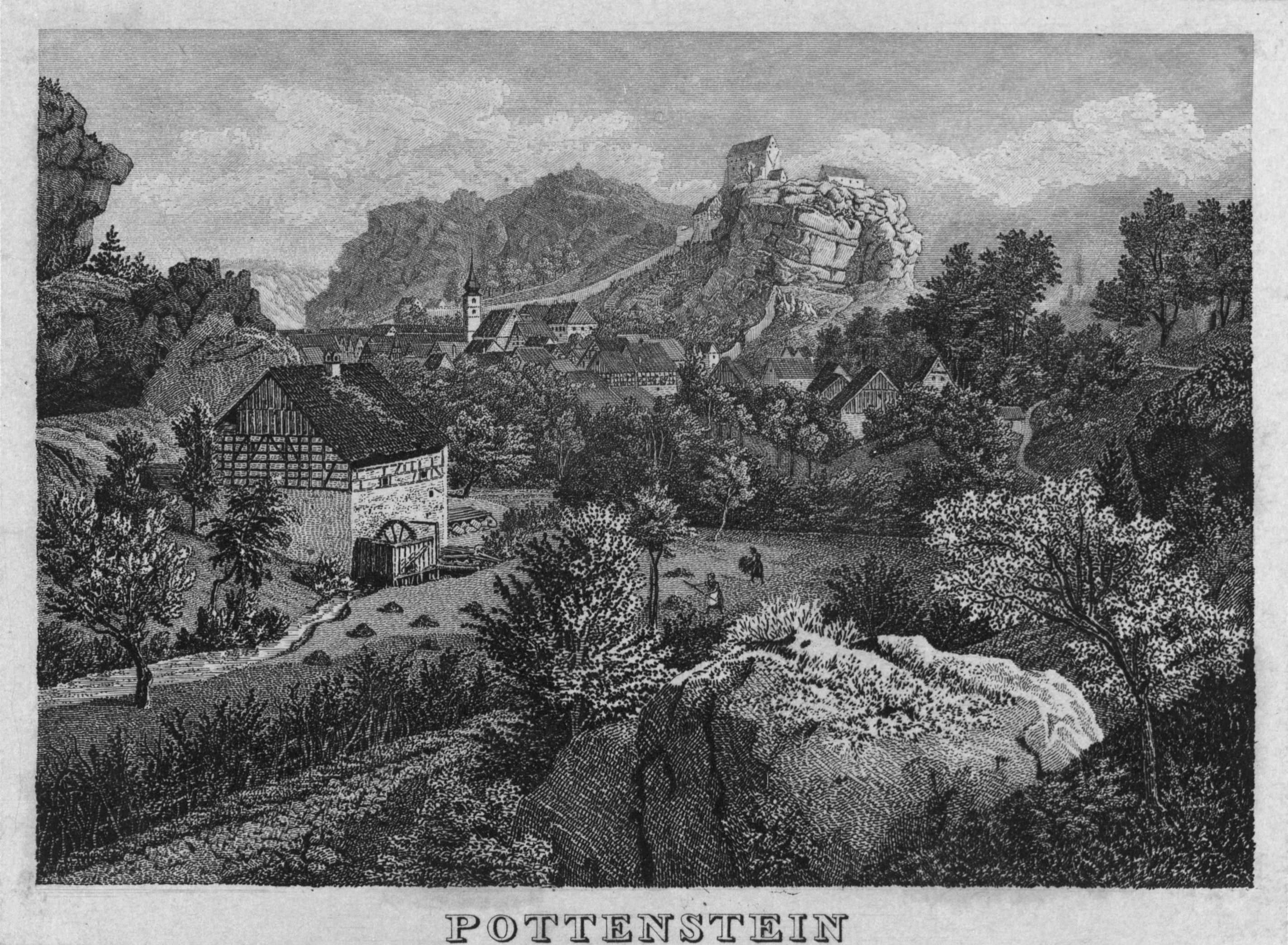
Pottenstein, Stahlstich (1834) von Conrad Wießner
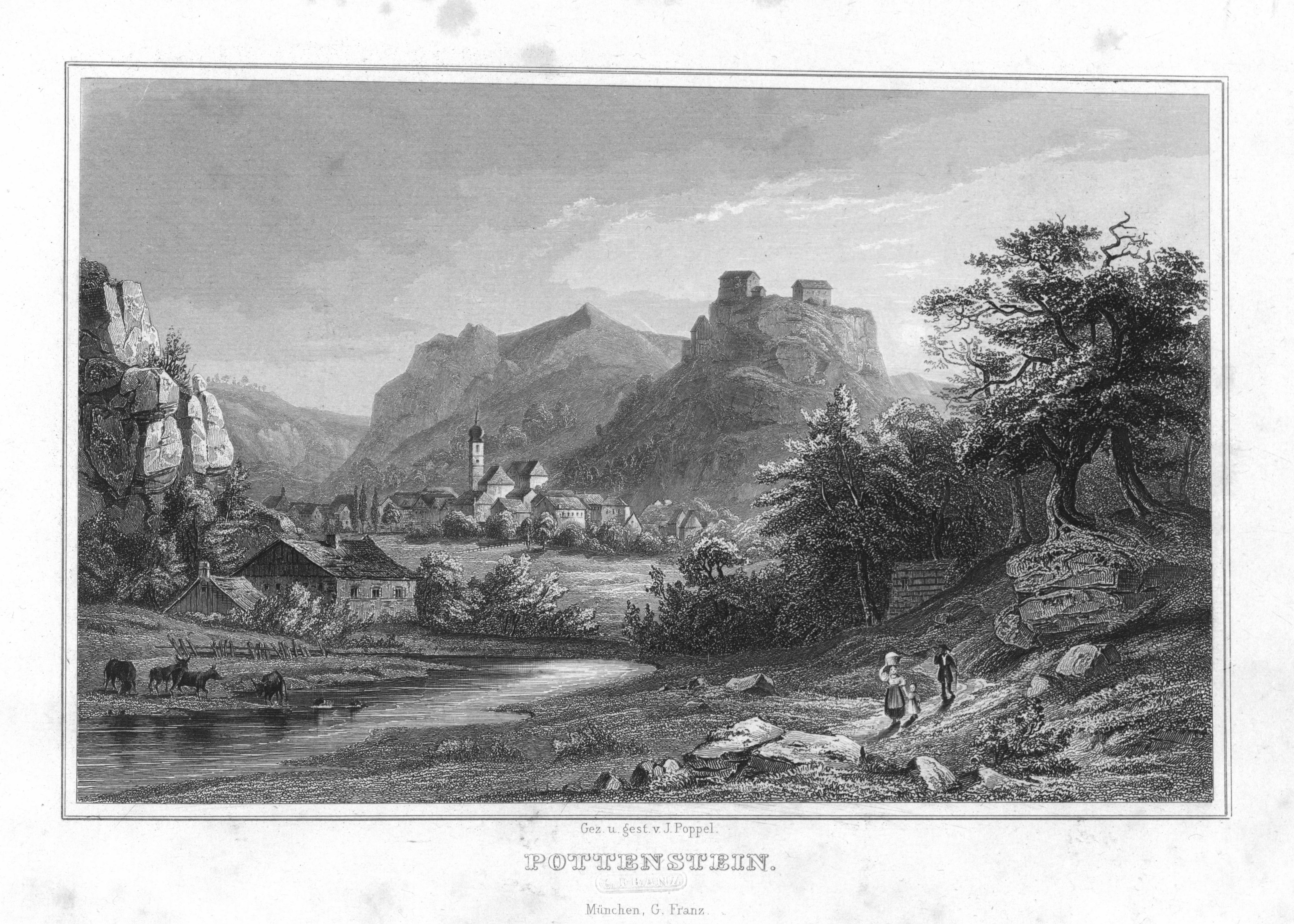
Pottenstein, Stahlstich (1840) von Johann Poppel
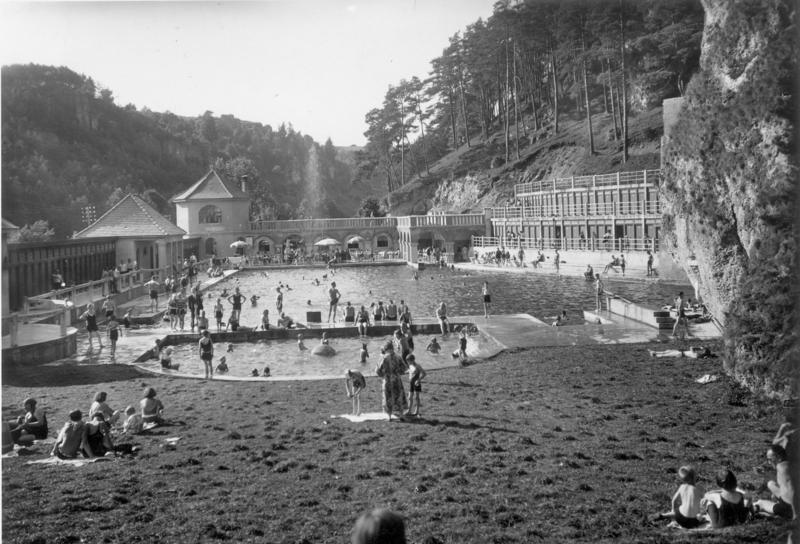
Felsenbad Pottenstein, 1942
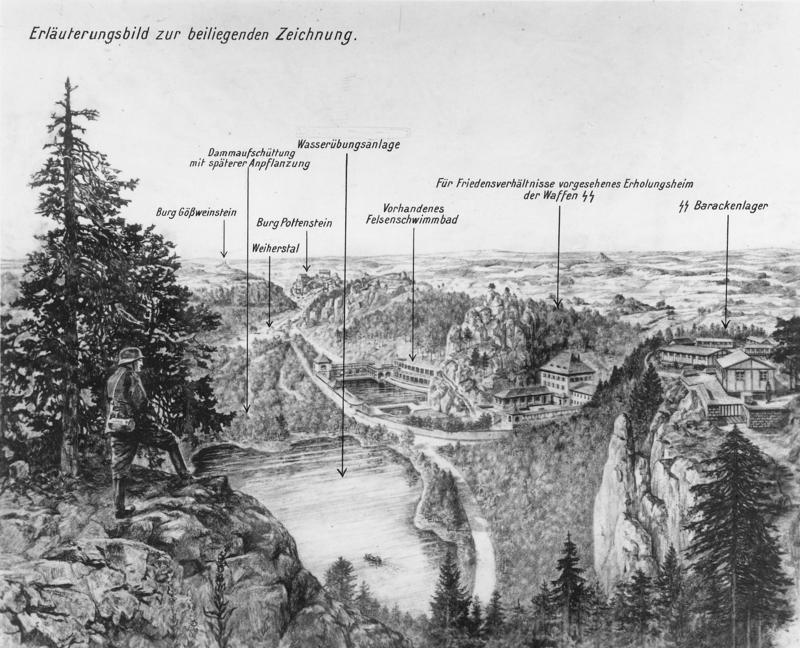
Anlagen der SS-Karstwehr bei Pottenstein, 1942

### Eingemeindungen
Vor der Gemeindegebietsreform gehörte Pottenstein zum damaligen Landkreis Pegnitz.
Am 1. Januar 1972 wurden die Gemeinden Haßlach und Kirchenbirkig sowie Gebietsteile der aufgelösten Gemeinde Tüchersfeld eingegliedert. Am 1. Juli 1972 kam Püttlach hinzu, gleichzeitig wurde der Landkreis Pegnitz aufgelöst. Am 1. Januar 1975 folgte Vorderkleebach und am 1. Januar 1978 Hohenmirsberg. Am 1. Mai 1978 wurden die Gemeinden Kühlenfels, Leienfels und Regenthal sowie ein Teil der aufgelösten Gemeinde Elbersberg eingemeindet.

### Einwohnerentwicklung
Im Zeitraum von 1988 bis 2018 wuchs die Stadt von 5045 auf 5226 um 181 Einwohner bzw. um 3,6 %. Ein Höchststand wurde am 31. Dezember 1996 mit 5549 Einwohnern erreicht.

## Politik

### Stadtrat

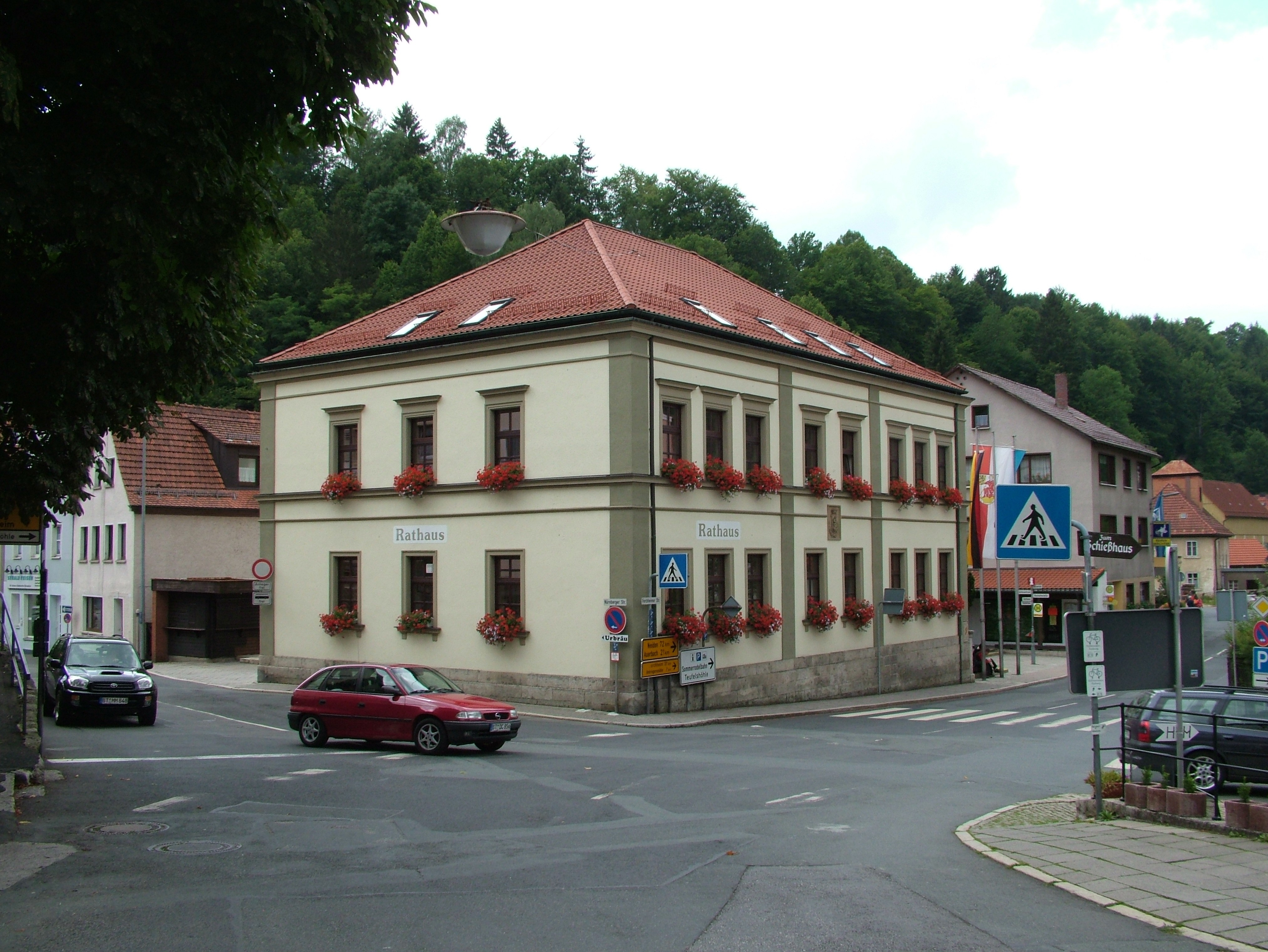
Rathaus

Nach der letzten Kommunalwahl am 15. März 2020 hat der Stadtrat 20 Mitglieder. Die Wahlbeteiligung lag bei 70,2 %. Die Wahl brachte folgendes Ergebnis:
| Partei                                                          | Sitze | Anteil  |
| --------------------------------------------------------------- | ----- | ------- |
| CSU                                                             | 3     | 15,97 % |
| SPD                                                             | 1     | 5,13 %  |
| Christliche Wählerunion/unabhängige Wählervereinigung (CWU-UWV) | 3     | 14,32 % |
| Die Bürger Pottenstein und Umland (BPU)                         | 3     | 16,30 % |
| Junge Liste (JL)                                                | 2     | 11,51 % |
| Freie Wählergemeinschaft (FWG)                                  | 4     | 19,06 % |
| Bürgerunion (BU)                                                | 4     | 17,70 % |

Weiteres Mitglied und Vorsitzender des Stadtrats ist der 1. Bürgermeister.

### Bürgermeister
1. Bürgermeister war seit 2002 Stefan Frühbeißer (CWU-UWV). Er hatte sich am 17. März jenes Jahres gegen Dieter Bauernschmitt (CSU) durchgesetzt, der das Amt zwölf Jahre lang ausgeübt hatte. Durch die Wahl von Frühbeißer in den Bayerischen Landtag (ab 30. Oktober 2023) führte 2. Bürgermeister Roland Lang bis zur Neuwahl am 18. Februar 2024 die Geschäfte vertretungsweise. Am 18. Februar 2024 wurde Christian Weber (JL) zum Ersten Bürgermeister gewählt. Er gewann mit 65,5 % der Stimmen gegen Birgit Haberberger von der CSU. Weber war bereits seit der Kommunalwahl 2020 der 3. Bürgermeister und Stadtrat der Stadt Pottenstein. Am 26. Februar 2024 wurde er offiziell im Stadtrat vereidigt.
Von 1936 bis 1945 und erneut von 1953 bis 1972 war Hans Dippold Bürgermeister von Pottenstein. Der Gast- und Landwirt war bereits 1931 der NSDAP beigetreten und wurde 1939 NSDAP-Ortsgruppenleiter. Dippold war Ehrenbürger der Stadt und ist auf einer 2015 errichteten Stele als solcher genannt. Diese posthume Ehrung ist in der Bürgerschaft umstritten, wurde vom damaligen Bürgermeister Frühbeißer jedoch verteidigt.

## Wappen
| Wappen von Pottenstein | Blasonierung: „In Silber auf goldenem Steinsockel kniend ein barhäuptiger, rot gekleideter Mann, der mit der Linken einen abwärts gerichteten goldenen Stab, mit der Rechten einen goldenen Schild hält; darin ein mit einer silbernen Schrägleiste überdeckter, rot bewehrter schwarzer Löwe.“ |
| Wappen von Pottenstein | Wappenbegründung: Der Löwenschild weist auf die Herrschaft Bambergs ab 1108 hin. Von Siegelführung seit dem 14. Jahrhundert abgeleitet. |

## Kultur und Sehenswürdigkeiten

### Bauwerke

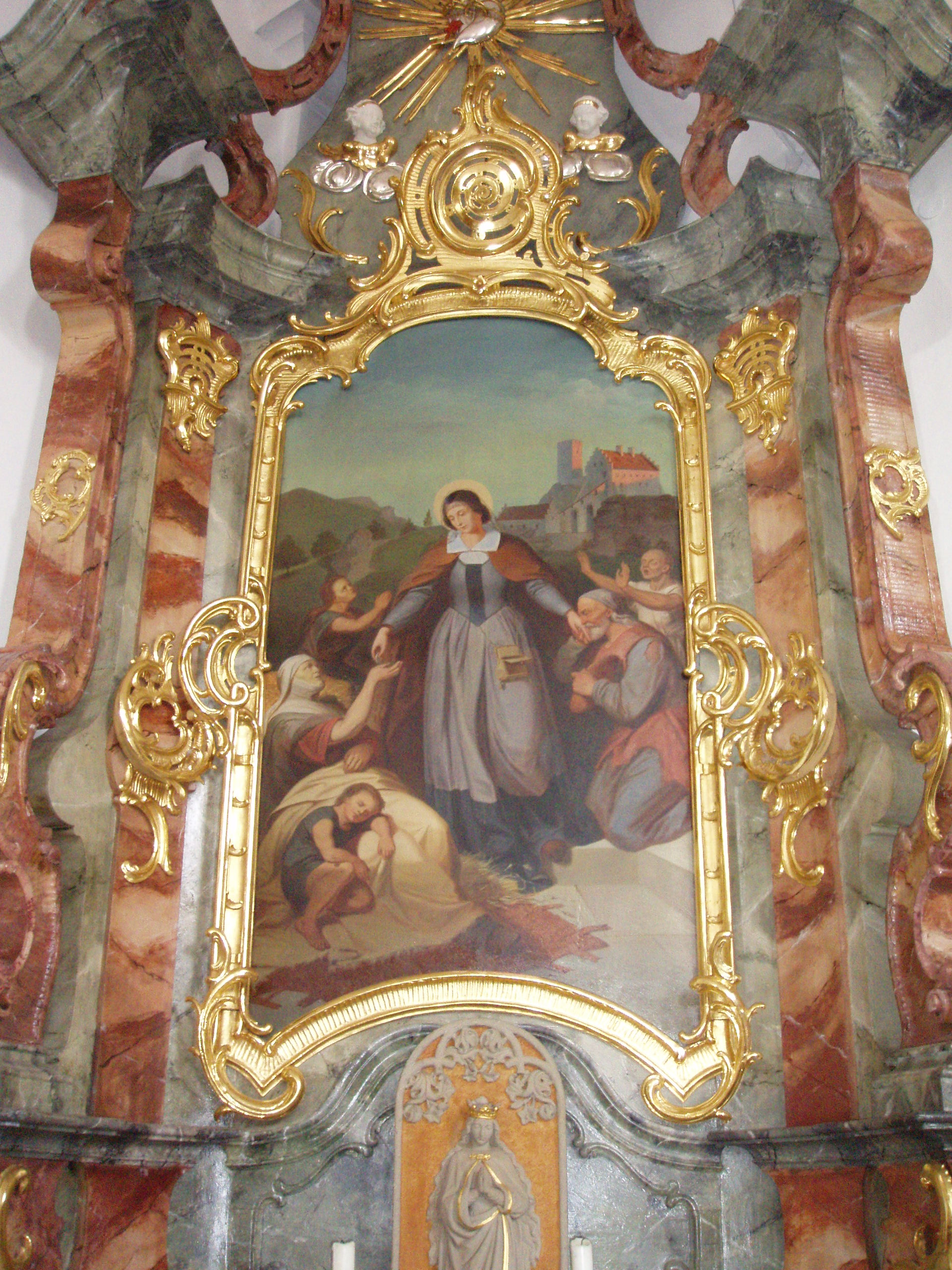
Altarbild mit Bergfried in der Kunigundenkirche

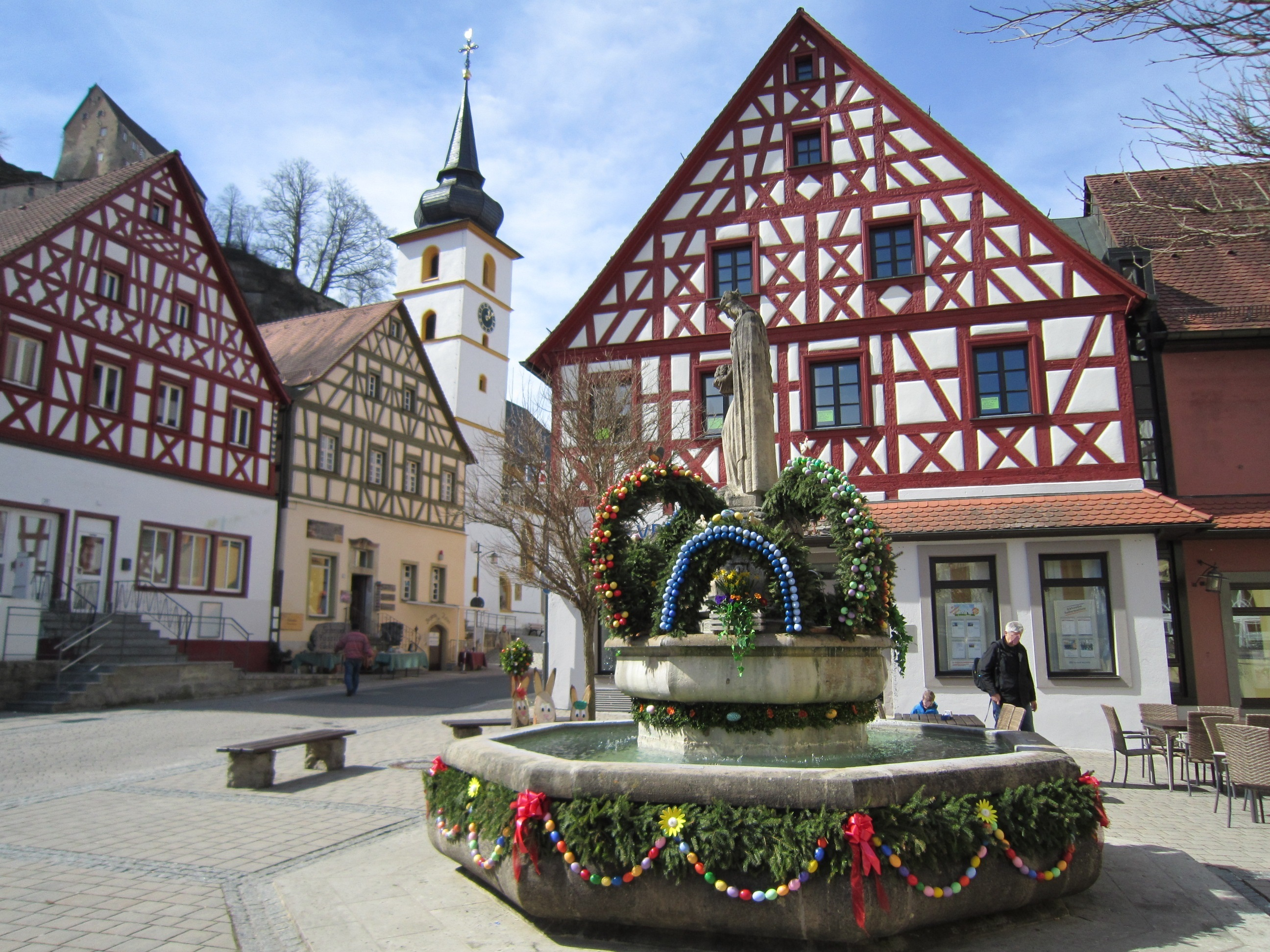
Österlich geschmückter Elisabethbrunnen auf dem Pottensteiner Marktplatz

- Die 1000-jährige Burg Pottenstein war Aufenthaltsort der Ehefrau von Ludwig IV. (Thüringen) und später heiliggesprochenen Elisabeth von Thüringen im Jahr 1228
- Die Pfarrkirche St. Bartholomäus mit Rokokodekor (um 1775)
- Die Kunigundenkirche enthält ein Altarbild, auf dem die Burg Pottenstein noch mit Bergfried zu sehen ist.
- Die Burgruine Leienfels im Gemeindeteil Leienfels
- Die Himmelsleiter, ein 37 m hoher BOS-Funk- und Aussichtsturm,[25] steht ca. 1,2 km südöstlich der Burg Pottenstein im Landschaftsschutzgebiet unweit der Hofmannskapelle.⊙

### Museen

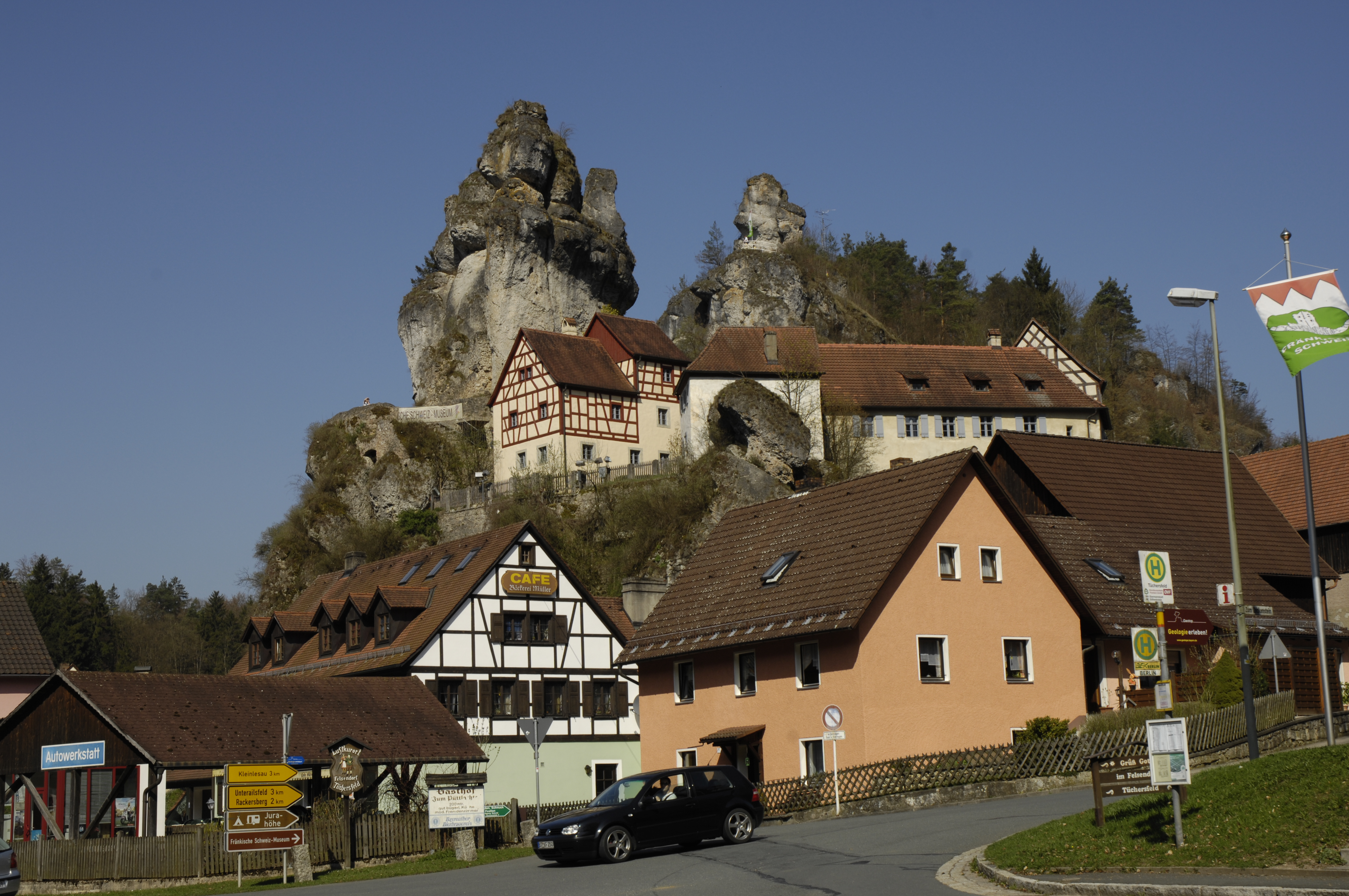
Das Fränkische-Schweiz-Museum unterhalb der Kalksteinfelsen in Tüchersfeld

- Burgmuseum auf der Burg Pottenstein[26]
- Fränkische-Schweiz-Museum im Gemeindeteil Tüchersfeld[27]
- Scharfrichtermuseum Pottenstein[28]

### Natur und Freizeit

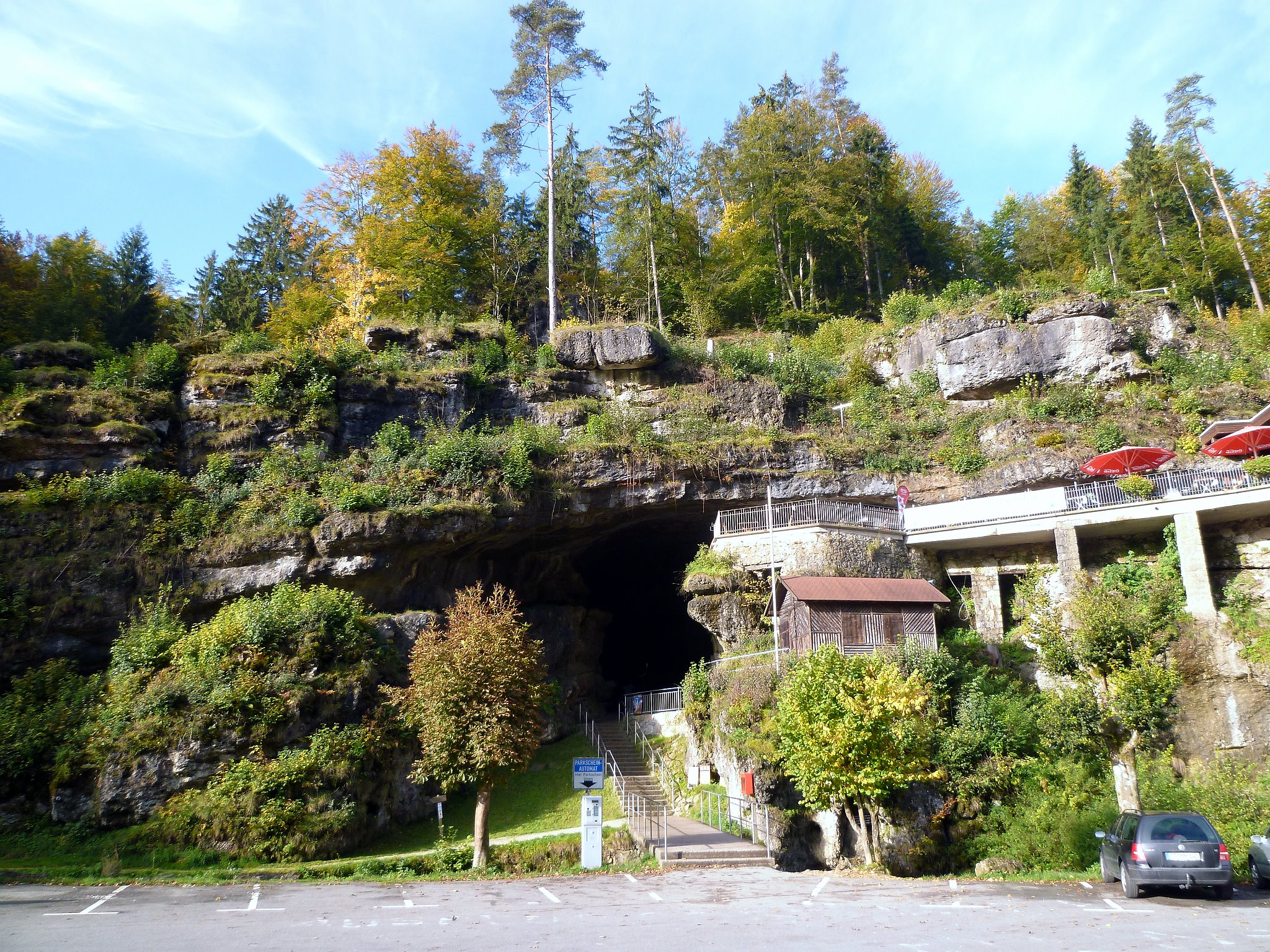
Eingangsbereich zur Teufelshöhle

- Teufelshöhle, auf einer Länge von 1,5 km begehbare Tropfsteinhöhle. Die Teufelshöhle ist eine der größten und bekanntesten Höhlen in Deutschland. Sie wurde im Oktober 1922 von dem Geologen und Bergbauingenieur Hans Brand im schon seit langem bekannten Teufelsloch entdeckt und bis Pfingsten 1931 in zwei Etappen für die Besucher erschlossen. Sie hat jährlich rund 160.000 Besucher.
- Südöstlich des Ortskerns liegt am Weihersbach das Felsenbad Pottenstein, das wohl schönste Freibad Frankens. Dem Felsenbad gegenüber befinden sich eine Sommerrodelbahn und der Schöngrundsee, zu dem sich hier der Weihersbach aufstaut, mit einem Bootsverleih.
- Pottenstein liegt im Klettergebiet Nördlicher Frankenjura. Im Ort befindet sich ein Kletterwald.
- Das Geozentrum Hohenmirsberger Platte bietet seit 2008 auf dem gleichnamigen Berg nordöstlich des Gemeindeteils Hohenmirsberg einen ca. 22 m hohen hölzernen Aussichtsturm,[29] einen Fossilklopfplatz und einen fünf Kilometer langen Geopfad mit Geologie- und Natur-Pavillon und Schautafeln.[30]
- Teile der Berghänge rund um Pottenstein sind als Naturschutzgebiet Trockenhänge um Pottenstein ausgewiesen.
- Das Klumpertal bei Schüttersmühle.

### Geotope
Pottenstein ist im Rahmen eines Wettbewerbs im Jahre 2006 als Nationales Geotop ausgezeichnet worden.
- Teufelshöhle bei Pottenstein (Schauhöhle) (Geotop-Nummer 472H008)
- Schwalbenloch B5, nordöstlich von Pottenstein (Geotop-Nummer 472H001)
- Großes Hasenloch D92 (Geotop-Nummer 472H002)
- Dolomitfels Hohenstein östlich von Kirchenbirkig (Geotop-Nummer 472R050)
- Drachenfels bei Mittelmühle (Geotop-Nummer 472R051)
- Dolomitfels mit Höhle Steinkirche D80 (Geotop-Nummer 472R052)
- Felsen im Leienfelser Wald mit Höhle D238 (Geotop-Nummer 472R131)
- Weiherstaler Männchen bei Schüttersmühle (Geotop-Nummer 472R155)
- Felsburg Tüchersfeld (Geotop-Nummer 472R156)
- Felsburg Schloss Pottenstein (Geotop-Nummer 472R157)

### Veranstaltungen
- Alljährliche Ewige Anbetung, Abschluss mit der Lichterprozession am Dreikönigstag (6. Januar) mit dem Abbrennen zahlreicher Bergfeuer.[31][32] Die Tradition dieses Winterfestes mit 600 Feuerstellen soll auf die „Umsetzung“ einer Anordnung von Adam Friedrich von Seinsheim im Jahr 1759 zurückgehen, der als Bamberger Fürstbischof zur Eindämmung einer übermäßigen Volksfrömmigkeit jedem Ort auferlegte, an einem anderen Tag Stunden lang zu beten.[33]

## Wirtschaft und Infrastruktur

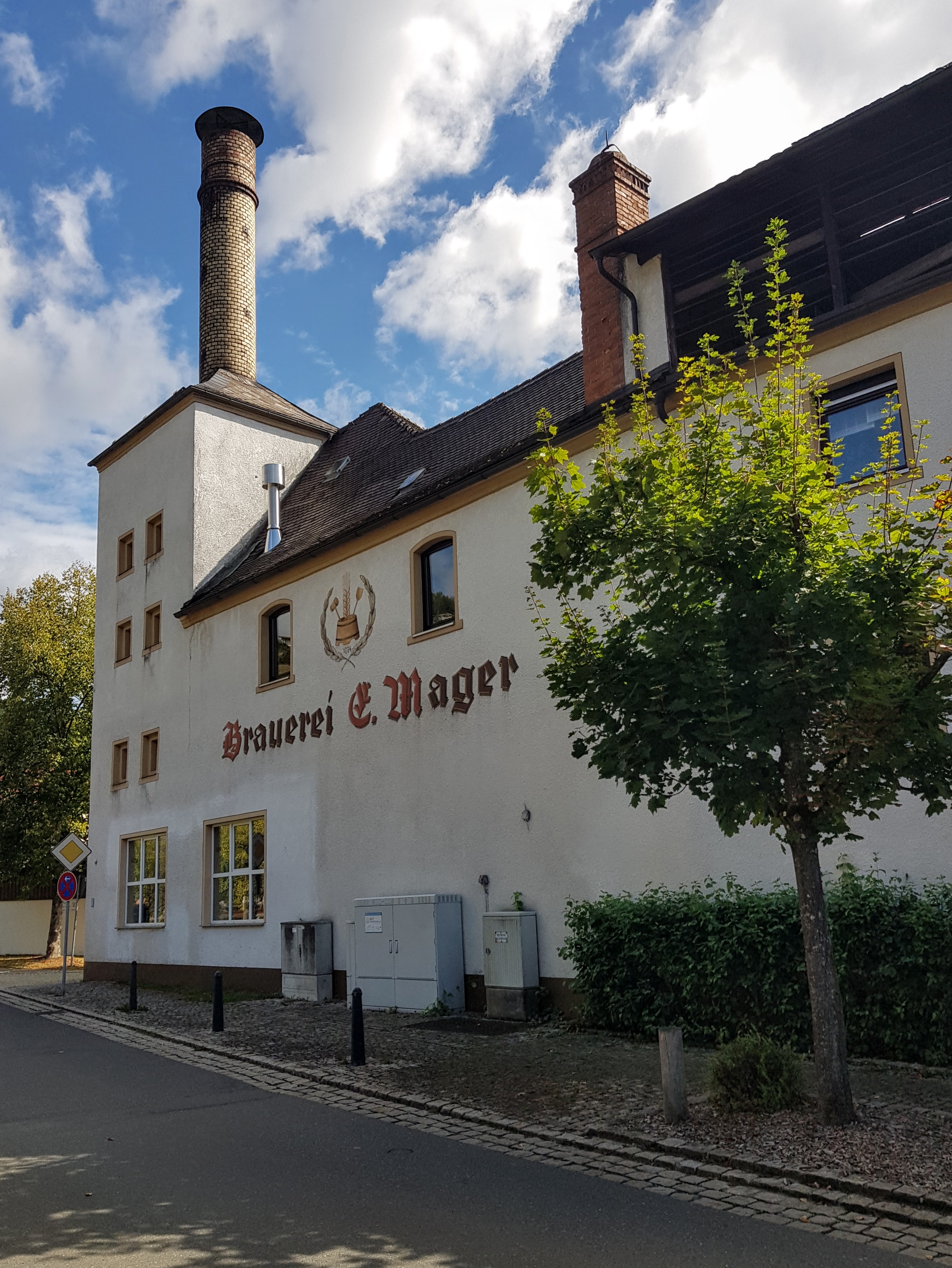
Brauerei Mager

### Brauereien
In Pottenstein bestehen mit der Brauerei Hufeisen und der Brauerei Mager zwei Brauereien, die selbst brauen. Die Wagner-Bräu lässt ihr Bier bei der St. Georgen-Bräu in Buttenheim im Lohnbrauverfahren brauen.

### Verkehr
Die Gemeinde wird von der in West-Ost-Richtung verlaufenden Bundesstraße 470 durchquert. Seit dem Bau der Umgehung im Jahr 1958 verläuft sie südwestlich am Kernort vorbei und führt über die B2 zur östlich des Gemeindegebietes verlaufenden Autobahn A9 (Anschlussstelle 44 Pegnitz).
Durch Pottenstein verläuft der Fränkische Marienweg.

## Persönlichkeiten

### Söhne und Töchter der Stadt
- Martin Krauß senior (um 1490–1554), Vater des Altphilologen, Historikers, Professors in Tübingen und Verfassers der Annales Suevici Martin Crusius
- Sebastian Förtsch (1751–1803), Historien- und Porträtmaler
- Georg von Berr (1830–1919), Jurist und Staatsminister des Königreichs Bayern
- Johann Baptist Reus (1868–1947), Jesuit und Mystiker
- Anton Löhr (1871–1954), Reichsbahndirektor, Ehrenbürger von Pottenstein
- Michael Horlacher (1888–1957), Politiker (Bayerische Volkspartei, später CSU)
- Eduard von Dostler (1892–1917), Offizier und Jagdpilot im Ersten Weltkrieg
- Bruno Jantoss (* 1935), Regisseur
- Manuel Stiefler (* 1988), Fußballspieler (u. a. SV Sandhausen)

### Personen mit Bezug zur Stadt
- Hans Brand, Geologe, Bergbauingenieur und SS-Standartenführer, bis 1948 Ehrenbürger von Pottenstein[34]
- Wiglaf Droste (1961–2019), Autor und Satiriker, starb in Pottenstein
- Stefan Frühbeißer (* 1969), Landtagsabgeordneter, war 2002 bis 2023 Bürgermeister